# Settimana Ciclistica Lombarda 2009
La Settimana Ciclistica Lombarda 2009, trentanovesima edizione della corsa e valida come prova del circuito UCI Europe Tour 2009 categoria 2.1, si svolse in 6 tappe dal 31 marzo al 5 aprile 2009, per un percorso totale di 816,6 km. Fu vinto dall'italiano Daniele Pietropolli, che concluse la gara in 18h52'11", alla media di 43,27 km/h.

## Tappe
| Tappa  | Data      | Percorso                               | km    | Vincitore di tappa      | Leader cl. generale |
| ------ | --------- | -------------------------------------- | ----- | ----------------------- | ------------------- |
| 1ª     | 31 marzo  | Brignano Gera d'Adda (cron. a squadre) | 18,7  | LPR Brakes-Farnese Vini | Alessandro Petacchi |
| 2ª     | 1º aprile | Brignano Gera d'Adda > Calcinate       | 160   | Alessandro Petacchi     | Alessandro Petacchi |
| 3ª     | 2 aprile  | Boltiere > Zingonia                    | 164   | Mattia Gavazzi          | Alessandro Petacchi |
| 4ª     | 3 aprile  | Vertova > Vertova                      | 183,6 | Alessandro Petacchi     | Alessandro Petacchi |
| 5ª     | 4 aprile  | Flero > Flero                          | 159   | Domenico Pozzovivo      | Daniele Pietropolli |
| 6ª     | 5 aprile  | Montello > Bergamo                     | 131,3 | Luca Paolini            | Daniele Pietropolli |
| Totale | Totale    | Totale                                 | 816,6 |                         |                     |

## Squadre e corridori partecipanti
| N.     | Cod. | Squadra                          |
| ------ | ---- | -------------------------------- |
| 1-8    | LPR  | LPR Brakes-Farnese Vini          |
| 9-16   | KAT  | Team Katusha                     |
| 17-24  | ASA  | Acqua & Sapone-Caffè Mokambo     |
| 25-32  | AMI  | Amica Chips-Knauf                |
| 33-40  | BAR  | Barloworld                       |
| 41-48  | FLM  | Ceramica Flaminia-Bossini Docce  |
| 49-56  | CSF  | CSF Group-Navigare               |
| 57-64  | ELK  | ELK Haus-Simplon                 |
| 65-72  | ISD  | ISD Cycling Team                 |
| 73-80  | PSK  | PSK Whirlpool-Author             |
| 81-88  | SDA  | Serramenti Diquigiovanni-Androni |
| 89-96  | TSV  | Topsport Vlaanderen-Mercator     |
| 97-102 | VAC  | Vacansoleil Pro Cycling Team     |

| N.      | Cod. | Squadra                         |
| ------- | ---- | ------------------------------- |
| 103-110 | VBG  | Vorarlberg-Corratec             |
| 111-118 | XGZ  | Xacobeo Galicia                 |
| 119-126 | AMO  | Amore & Vita-McDonald's         |
| 127-134 | CMO  | Carmiooro-A-Style               |
| 135-142 | CZP  | Centri della Calzatura          |
| 143-150 | KCT  | Meridiana-Kalev Chocolate Team  |
| 151-158 | MIE  | Miche-Silver Cross-Selle Italia |
| 159-166 | HAD  | Nazionale Elettronica New Slot  |
| 167-174 | RB3  | Rabobank Continental Team       |
| 175-182 | MOW  | Team Moscow                     |
| 183-189 | SPV  | Sparebanken Vest-Ridley         |
| 191-198 | UTE  | Team Utensilnord                |

## Dettagli delle tappe

### 1ª tappa
- 31 marzo: Brignano Gera d'Adda > Brignano Gera d'Adda – Cronometro a squadre – 18,7 km

Risultati
| Pos. | Squadra                   | Tempo  |
| ---- | ------------------------- | ------ |
| 1    | LPR Brakes-Farnese Vini   | 20'54" |
| 2    | Team Katusha              | a 6"   |
| 3    | Rabobank Continental Team | a 23"  |

| Pos. | Corridore           | Squadra    | Tempo  |
| ---- | ------------------- | ---------- | ------ |
| 1    | Alessandro Petacchi | LPR Brakes | 20'54" |
| 2    | Lorenzo Bernucci    | LPR Brakes | s.t.   |
| 3    | Gabriele Bosisio    | LPR Brakes | s.t.   |

Descrizione e riassunto
Il Team Katusha parte come primo e rimane in testa con il miglior tempo, 21 minuti secchi, fino al termine della tappa, quando la LPR Brakes-Farnese Vini, partita per ultima, giunge sul traguardo in 20 minuti e 54 secondi, con una media di 53,684 km/h. Terzi concludono i giovani olandesi della Rabobank Continental e quarta la ISD di Giovanni Visconti.

### 2ª tappa
- 25 marzo: Brignano Gera d'Adda > Calcinate dash; 160 km

Risultati
| Pos. | Corridore           | Squadra       | Tempo    |
| ---- | ------------------- | ------------- | -------- |
| 1    | Alessandro Petacchi | LPR Brakes    | 3h39'12" |
| 2    | Danilo Napolitano   | Katusha       | s.t.     |
| 3    | Theo Bos            | Rabobank Con. | s.t.     |

| Pos. | Corridore           | Squadra    | Tempo    |
| ---- | ------------------- | ---------- | -------- |
| 1    | Alessandro Petacchi | LPR Brakes | 3h59'55" |
| 2    | Danilo Napolitano   | Katusha    | a 10"    |
| 3    | Lorenzo Bernucci    | LPR Brakes | a 10"    |

Descrizione e riassunto
160 chilometri totalmente pianeggianti in una tappa adatta ai velocisti. Una lunga fuga, partita al km 30 e formata da Ian Stannard (ISD), Martin Mortensen (Vacansoleil) e Bruno Rizzi (Utensilnord), ha raggiunto un vantaggio massimo di 3'26". Il primo a perdere contatto ed essere riassorbito è stato l'italiano, mentre gli altri due corridori sono stati raggiunti a 5 km dal traguardo, dopo 96 km di fuga. In vista del traguardo LPR Brakes-Farnese Vini, Team Katusha, Rabobank e Acqua & Sapone-Caffè Mokambo hanno organizzato i treni per i loro velocisti ed è stato l'olandese Theo Bos ad uscire per primo, venendo però rimontato da Petacchi che ha vinto resistendo anche all'attacco finale di Napolitano. Petacchi ha conservato dunque la maglia di leader generale, mentre Dennis van Winden ha sfilato quella di miglior giovane al compagno di squadra Steven Kruijswijk.

### 3ª tappa
- 2 aprile: Boltiere > Zingonia – 164 km

Risultati
| Pos. | Corridore        | Squadra       | Tempo    |
| ---- | ---------------- | ------------- | -------- |
| 1    | Mattia Gavazzi   | Diquigiovanni | 3h42'02" |
| 2    | Jurij Metlušenko | Amore & Vita  | s.t.     |
| 3    | Theo Bos         | Rabobank Con. | s.t.     |

| Pos. | Corridore           | Squadra    | Tempo    |
| ---- | ------------------- | ---------- | -------- |
| 1    | Alessandro Petacchi | LPR Brakes | 7h41'57" |
| 2    | Danilo Napolitano   | Katusha    | a 10"    |
| 3    | Lorenzo Bernucci    | LPR Brakes | a 10"    |

Descrizione e riassunto
La terza tappa è stata corsa su un circuito di 18 km, ripetuto nove volte. Lo frazione è stata caratterizzata da una lunga fuga partita al km 35, composta da quattro corridori, Kairelis (Flaminia), Giallorenzo (Meridiana), Vorganov (Xacobeo Galicia) e Rake (Sparebanken Vest), in grado di raggiungere un vantaggio massimo di 3 minuti e 12 secondi, e terminata a 20 km dal traguardo. Nella volata finale il treno della Amore & Vita-McDonald's ha lanciato Jurij Metlušenko, alla cui ruota si è portato però Mattia Gavazzi, abile a sorpassarlo e a vincere la tappa.

### 4ª tappa
- 3 aprile: Vertova > Vertova – 183,6 km

Risultati
| Pos. | Corridore           | Squadra      | Tempo    |
| ---- | ------------------- | ------------ | -------- |
| 1    | Alessandro Petacchi | LPR Brakes   | 4h23'44" |
| 2    | Luca Paolini        | Acqua & Sap. | s.t.     |
| 3    | Francisco Ventoso   | Carmiooro    | s.t.     |

| Pos. | Corridore           | Squadra    | Tempo     |
| ---- | ------------------- | ---------- | --------- |
| 1    | Alessandro Petacchi | LPR Brakes | 12h05'31" |
| 2    | Daniele Pietropolli | LPR Brakes | a 20"     |
| 3    | Gabriele Bosisio    | LPR Brakes | a 20"     |

Descrizione e riassunto
Tappa costituita da un circuito di circa 60 km, con le ascese verso Clusone ed il GPM di La Forcella (632 m s.l.m.), da ripetere tre volte. Dopo 39 km si stacca Clément Lhotellerie della Vacansoleil, che rimane in fuga solitaria fino al km 75 quando viene raggiunto da Niemiec (Miche), Poels (Vacansoleil) e García (Xacobeo). Dopo il secondo passaggio sul GPM Niemiec rimane in testa da solo e viene raggiunto da Lhotellerie, Poels e Dario David Cioni che indossa la maglia virtuale di leader per qualche chilometro. Solo durante il terzo giro il gruppo torna compatto e verso il traguardo si organizza il treno della LPR Brakes-Farnese Vini con Petacchi che vince la volata finale su Paolini e Francisco Ventoso.

### 5ª tappa
- 4 aprile: Flero > Flero – 159 km

Risultati
| Pos. | Corridore           | Squadra       | Tempo    |
| ---- | ------------------- | ------------- | -------- |
| 1    | Domenico Pozzovivo  | CSF Group     | 3h47'46" |
| 2    | Davide Rebellin     | Diquigiovanni | a 2"     |
| 3    | Daniele Pietropolli | LPR Brakes    | s.t.     |

| Pos. | Corridore           | Squadra       | Tempo     |
| ---- | ------------------- | ------------- | --------- |
| 1    | Daniele Pietropolli | LPR Brakes    | 15h53'35" |
| 2    | Mauricio Soler      | Barloworld    | a 29"     |
| 3    | Davide Rebellin     | Diquigiovanni | a 36"     |

Descrizione e riassunto

### 6ª tappa
- 5 aprile: Montello > Bergamo – 131.3 km

Risultati
| Pos. | Corridore            | Squadra      | Tempo    |
| ---- | -------------------- | ------------ | -------- |
| 1    | Luca Paolini         | Acqua & Sap. | 2h58'12" |
| 2    | Giovanni Visconti    | ISD          | s.t.     |
| 3    | Miguel Ángel Rubiano | C. Calzatura | s.t.     |

| Pos. | Corridore           | Squadra       | Tempo     |
| ---- | ------------------- | ------------- | --------- |
| 1    | Daniele Pietropolli | LPR Brakes    | 18h52'11" |
| 2    | Mauricio Soler      | Barloworld    | a 29"     |
| 3    | Davide Rebellin     | Diquigiovanni | a 36"     |

## Evoluzione delle classifiche
| Tappa              | Vincitore               | Classifica generale | Classifica scalatori | Classifica a punti  | Classifica miglior giovane | Classifica a squadre    |
| ------------------ | ----------------------- | ------------------- | -------------------- | ------------------- | -------------------------- | ----------------------- |
| 1ª                 | LPR Brakes-Farnese Vini | Alessandro Petacchi | Gabriele Bosisio     | Lorenzo Bernucci    | Steven Kruijswijk          | LPR Brakes-Farnese Vini |
| 2ª                 | Alessandro Petacchi     | Alessandro Petacchi | Danilo Napolitano    | Alessandro Petacchi | Dennis van Winden          | LPR Brakes-Farnese Vini |
| 3ª                 | Mattia Gavazzi          | Alessandro Petacchi | Theo Bos             | Mattia Gavazzi      | Steven Kruijswijk          | LPR Brakes-Farnese Vini |
| 4ª                 | Alessandro Petacchi     | Alessandro Petacchi | Przemysław Niemiec   | Alessandro Petacchi | Steven Kruijswijk          | LPR Brakes-Farnese Vini |
| 5ª                 | Domenico Pozzovivo      | Daniele Pietropolli | Przemysław Niemiec   | Alessandro Petacchi | Ben Harmans                | Barloworld              |
| 6ª                 | Luca Paolini            | Daniele Pietropolli | Mauricio Soler       | Alessandro Petacchi | Ben Harmans                | Barloworld              |
| Classifiche finali | Classifiche finali      | Daniele Pietropolli | Mauricio Soler       | Alessandro Petacchi | Ben Harmans                | Barloworld              |

| Tappa | Classifica stranieri Maglia arancione | Classifica italiani Maglia blu | Classifica 39º km Maglia rossa | Classifica intergiro Maglia amaranto | Classifica sprints sorpresa Maglia azzurra | Classifica combinata Maglia grigia | Classifica combattività Maglia rosa |
| ----- | ------------------------------------- | ------------------------------ | ------------------------------ | ------------------------------------ | ------------------------------------------ | ---------------------------------- | ----------------------------------- |
| 1ª    | Pavel Brutt                           | Alessandro Petacchi            | Kenny De Haes                  | Pavel Brutt                          | Joerl Adams                                | Steven Kruijswijk                  | Danilo Napolitano                   |
| 2ª    | Theo Bos                              | Alessandro Petacchi            | Ian Stannard                   | Martin Mortensen                     | Martin Mortensen                           | Martin Mortensen                   | Bruno Rizzi                         |
| 3ª    | Jurij Metlušenko                      | Mattia Gavazzi                 | Christer Rake                  | Dainius Kairelis                     | Christer Rake                              | Christer Rake                      | Mariano Giallorenzo                 |
| 4ª    | Francisco Ventoso                     | Alessandro Petacchi            | Marco Marcato                  | Przemysław Niemiec                   | Clément Lhotellerie                        | Przemysław Niemiec                 | Clément Lhotellerie                 |
| 5ª    | Mauricio Soler                        | Domenico Pozzovivo             | Fausto Fognini                 | Thomas De Gendt                      | Ian Stannard                               | Thomas De Gendt                    | Thomas De Gendt                     |
| 6ª    | Miguel Ángel Rubiano                  | Luca Paolini                   | Björn Thurau                   | Diego Milán                          | David García Dapena                        | Luca Paolini                       | Americo Novembrini                  |

## Classifiche finali

### Classifica generale - Maglia rossa
| Pos. | Corridore            | Squadra       | Tempo     |
| ---- | -------------------- | ------------- | --------- |
| 1    | Daniele Pietropolli  | LPR Brakes    | 18h52'11" |
| 2    | Mauricio Soler       | Barloworld    | a 29"     |
| 3    | Davide Rebellin      | Diquigiovanni | a 36"     |
| 4    | Massimo Giunti       | Miche         | a 1'00"   |
| 5    | Matteo Carrara       | Vacansoleil   | a 1'01"   |
| 6    | Carlos José Ochoa    | Diquigiovanni | a 1'16"   |
| 7    | Ben Hermans          | Topsport Vl.  | a 1'19"   |
| 8    | Massimiliano Gentili | Cer. Flaminia | a 1'25"   |
| 9    | Luca Zanasca         | C. Calzatura  | a 1'35"   |
| 10   | Steven Kruijswijk    | Rabobank Con. | a 1'41"   |

### Classifica a punti - Maglia ciclamino
| Pos. | Corridore           | Squadra       | Punti |
| ---- | ------------------- | ------------- | ----- |
| 1    | Alessandro Petacchi | LPR Brakes    | 24    |
| 2    | Luca Paolini        | Acqua & Sap.  | 22    |
| 3    | Francisco Ventoso   | Carmiooro     | 15    |
| 4    | Theo Bos            | Rabobank Con. | 16    |
| 5    | Davide Rebellin     | Diquigiovanni | 15    |

### Classifica scalatori - Maglia verde
| Pos. | Corridore           | Squadra       | Punti |
| ---- | ------------------- | ------------- | ----- |
| 1    | Mauricio Soler      | Barloworld    | 14    |
| 2    | Przemysław Niemiec  | Miche         | 12    |
| 3    | Matteo Carrara      | Vacansoleil   | 8     |
| 4    | Davide Rebellin     | Diquigiovanni | 6     |
| 5    | Clément Lhotellerie | Vacansoleil   | 6     |

### Classifica giovani - Maglia bianca
| Pos. | Corridore          | Squadra       | Tempo     |
| ---- | ------------------ | ------------- | --------- |
| 1    | Ben Hermans        | Topsport Vl.  | 18h53'30" |
| 2    | Steven Kruijswijk  | Rabobank Con. | a 22"     |
| 3    | John-Lee Augustyn  | Barloworld    | a 24"     |
| 4    | Simon Clarke       | Amica Chips   | a 31"     |
| 5    | Americo Novembrini | Elettronica   | a 1'12"   |

### Classifica a squadre
| Pos. | Squadra                          | Tempo     |
| ---- | -------------------------------- | --------- |
| 1    | Barloworld                       | 55h56'50" |
| 2    | Serramenti Diquigiovanni-Androni | a 47"     |
| 3    | Miche-Silver Cross-Selle Italia  | a 1'31"   |
| 4    | Amica Chips-Knauf                | a 2'21"   |
| 5    | CSF Group-Navigare               | a 2'53"   |